# Mark Dornford-May
Mark Dornford-May (29 settembre 1955) è un regista e sceneggiatore sudafricano.
Ha vinto l'Orso d'oro al Festival internazionale del cinema di Berlino nel 2005 con U-Carmen (U-Carmen e-Khayelitsha).

## Filmografia

### Regista e sceneggiatore
- U-Carmen (U-Carmen e-Khayelitsha) (2005)
- Son of Man (2006)
- Noye's Fludde - Unogumbe (2013) (cortometraggio)
- La Boheme: Breathe Umphefumlo (2015)